# Indomito (torpediniera)
L’Indomito è stata una torpediniera di scorta della Regia Marina.

## Storia
Moderna unità della classe Ciclone, progettata appositamente per la scorta dei convogli lungo le insidiate rotte per il Nordafrica, la torpediniera entrò in servizio solo nell'agosto 1943, quando ormai la guerra dei convogli era terminata da alcuni mesi e mancava appena un mese all'armistizio di Cassibile: ragion per cui la nave non ebbe modo di svolgere un servizio intenso.
In seguito alla proclamazione dell'armistizio l’Indomito, il 9 settembre 1943, riparò a Portoferraio, dove erano confluite numerose torpediniere, corvette ed unità minori ed ausiliarie provenienti dai porti del Tirreno. Nel mattino dell'11 settembre la nave lasciò Portoferraio insieme ad altre sei torpediniere (tra cui le gemelle Aliseo, Animoso, Ardimentoso e Fortunale) e diresse per Palermo, porto controllato dagli Alleati, dove il gruppo arrivò alle dieci del mattino del 12 settembre. Le navi rimasero in rada dal 12 al 18 settembre, giorno in cui entrarono in porto e ricevettero acqua e provviste da parte degli statunitensi. Il 20 settembre 1943 la nave lasciò il porto siciliano insieme a svariate altre unità e si portò a Malta, dove consegnò parte dei viveri ricevuti alle altre navi italiane già giunte nell'isola. Il 5 ottobre l’Indomito, le sue gemelle ed altre tre torpediniere lasciarono Malta e rientrarono in Italia.
Dopo il termine del conflitto il trattato di pace assegnò l’Indomito, così come la gemella Aliseo, alla Jugoslavia: la torpediniera venne consegnata agli jugoslavi il 24 aprile 1949.
Ribattezzata Triglav, la nave rimase in servizio attivo sotto la nuova bandiera fino al 6 aprile 1965  e venne avviata alla demolizione a partire dal 1971..

Comandanti
Capitano di corvetta Emanuele Filiberto Perucca Orfei (nato a Firenze il 5 ottobre 1909) (4 luglio - 17 dicembre 1943)